# Trachyloma concavifolium
Trachyloma concavifolium är en bladmossart som beskrevs av N. G. Miller och Monte Gregg Manuel 1982. Trachyloma concavifolium ingår i släktet Trachyloma och familjen Pterobryaceae. Inga underarter finns listade i Catalogue of Life.